# Antioquia megye
Antioquia Kolumbia egyik megyéje. Az ország északnyugati részén terül el, az Atlanti-óceán partján. Székhelye az ország egyik legfontosabb városa, Medellín.

## Földrajz
Az ország északnyugati részén elterülő megye északnyugaton az Atlanti-óceánnal, északon Córdoba és Bolívar, keleten Santander és Boyacá, délen Caldas és Risaralda, nyugaton pedig Chocó megyével határos. Középső részén magas hegyek emelkednek, de nyugati, északi és keleti peremvidékein alacsonyabban fekvő részek találhatók.

## Gazdaság
Legfontosabb termesztett növényei a banán, a krumpli, a paradicsom és a sárgarépa. Ipara igen sokszínű, legjelentősebb ágai a textilipar, a fémfeldolgozás, az olajfinomítás és a vegyipar.

## Népesség
Ahogy egész Kolumbiában, a népesség növekedése Antioquia megyében is gyors, ezt szemlélteti az alábbi táblázat:
| Év             | Lakosság  |
| -------------- | --------- |
| 1985           | 4 067 664 |
| 1993           | 4 342 347 |
| 2005           | 5 682 276 |
| 2012 (becsült) | 6 299 990 |